# 0783
0783 è il prefisso telefonico del distretto di Oristano, appartenente al compartimento di Cagliari.
Il distretto comprende la parte meridionale della provincia di Oristano e due comuni della provincia del Medio Campidano. Confina con i distretti di Macomer (0785) a nord, di Nuoro (0784) e di Lanusei (0782) a est e di Cagliari (070) a sud.

## Aree locali e comuni
Il distretto di Oristano comprende 67 comuni inclusi nelle 2 aree locali di Oristano (ex settori di Fordongianus, Milis e Oristano) e Terralba (ex settori di Ales e Terralba).
- Provincia di Oristano, 65 comuni su 87:

Albagiara, Ales, Allai, Arborea, Ardauli, Assolo, Asuni, Baradili, Baratili San Pietro, Baressa, Bauladu, Bidonì, Bonarcado, Busachi, Cabras, Curcuris, Fordongianus, Gonnoscodina, Gonnosnò, Gonnostramatza, Marrubiu, Masullas, Milis, Mogorella, Mogoro, Morgongiori, Narbolia, Neoneli, Nughedu Santa Vittoria, Nurachi, Nureci, Ollastra, Oristano, Palmas Arborea, Pau, Pompu, Riola Sardo, Ruinas, Samugheo, San Nicolò d'Arcidano, San Vero Milis, Santa Giusta, Santu Lussurgiu, Seneghe, Senis, Siamaggiore, Siamanna, Siapiccia, Simala, Simaxis, Sini, Siris, Solarussa, Sorradile, Terralba, Tramatza, Turri (SU), Ula Tirso, Uras, Usellus, Ussaramanna (SU), Villa Sant'Antonio, Villa Verde, Villanova Truschedu, Villaurbana, Zeddiani e Zerfaliu.
- Provincia del Medio Campidano, 2 comuni:

Turri, Ussaramanna.